# 神戸ジャズストリート

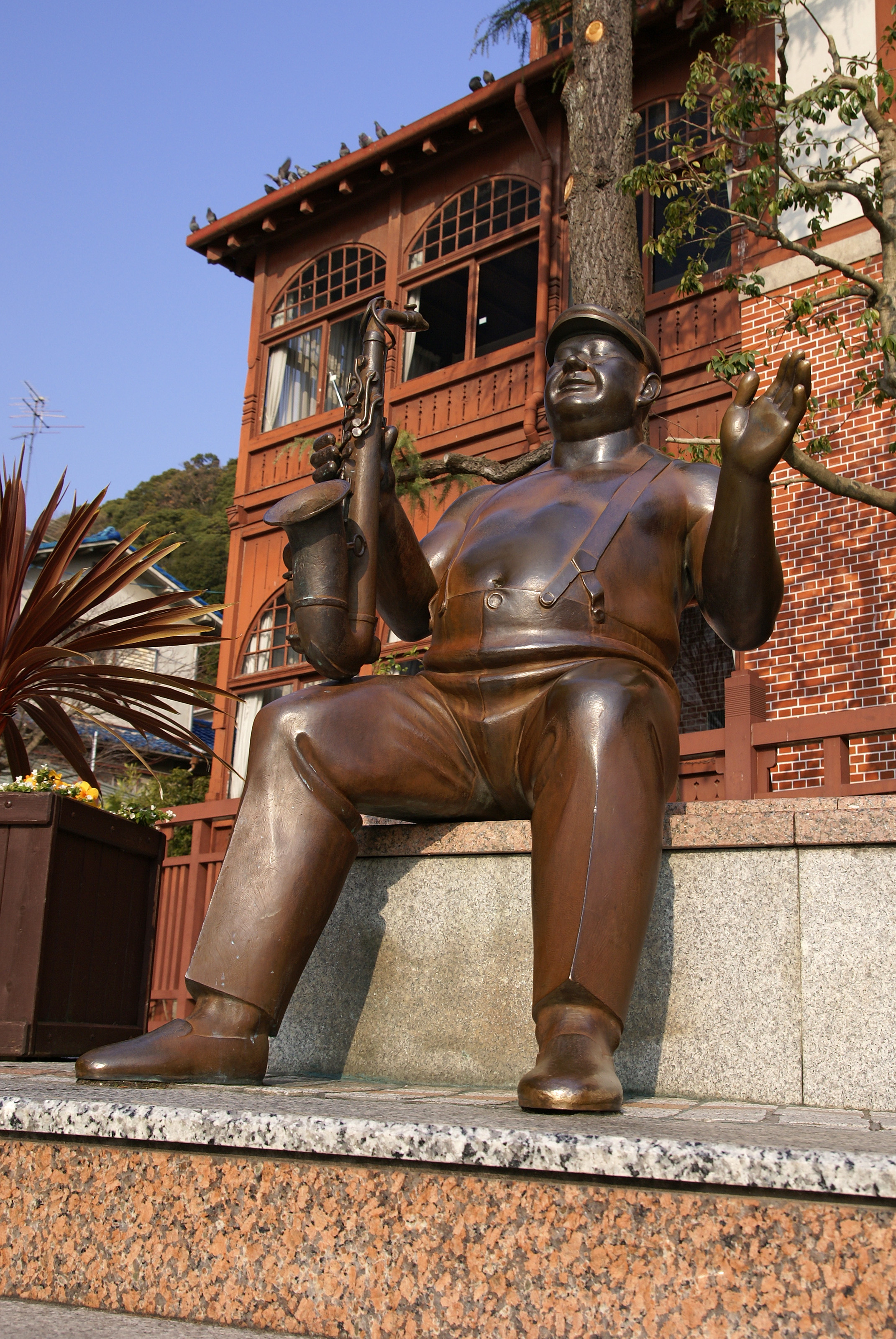
北野町広場にあるジャズマンの像

神戸ジャズストリート（こうべジャズストリート）とは、毎年10月に、兵庫県神戸市内の複数の会場で開催されるジャズイベント（ジャズフェスティバル）である。神戸は日本におけるジャズ発祥の地とされ、その記念として1982年から開催されている。

## 概要
1923年（大正12年）4月、日本で初めてのプロのジャズバンド「井田一郎とラッフィング・スターズ」が神戸で結成されてから60年目の前年にあたる1982年（昭和57年）に、第1回が開催された。
以降毎年、国内外のアーティストを招いて、三宮・北野坂・トアロード周辺のライブハウス、教会、ホテル、会館等で行われている。「ジャズストリート」は北野坂を指すとされ、歩道石畳にプレートが設置されている。
オランダ・ブレダで開催されている「ブレダ・ジャズフェスティバル（Breda Jazz Festival）」と提携し、ブレダでの「神戸アワード」受賞者が同年の神戸ジャズストリートに出演する。

## 主な会場
- 神戸倶楽部
- 北野工房のまち
- NHK神戸放送局
- ソネ
- DAY by DAY
- 神戸女子大学教育センター
- インドクラブ
- 神戸ハブテスト教会
- ホテル北野プラザ六甲荘